# باروميني
بارومیني، (بالإنجليزية: Barumini)‏، هي بلدية، في مقاطعة جنوب سردينيا، في منطقة سردينيا الإيطالية، وتقع على بعد حوالي 50 كيلومترا (31 ميل) إلى الشمال من كالياري، وحوالي 15 كيلومترا (9 ميل) شمال شرق سانلوري.

## السكان
في سنة 1861 بلغ عدد السكان 1٬214 نسمة، وتطور العدد ليصل في سنة 2011 لـ 1٬310 نسمة.
يظهر هذا المخطط البياني تطور النمو السكاني لـ باروميني

## معرض صور

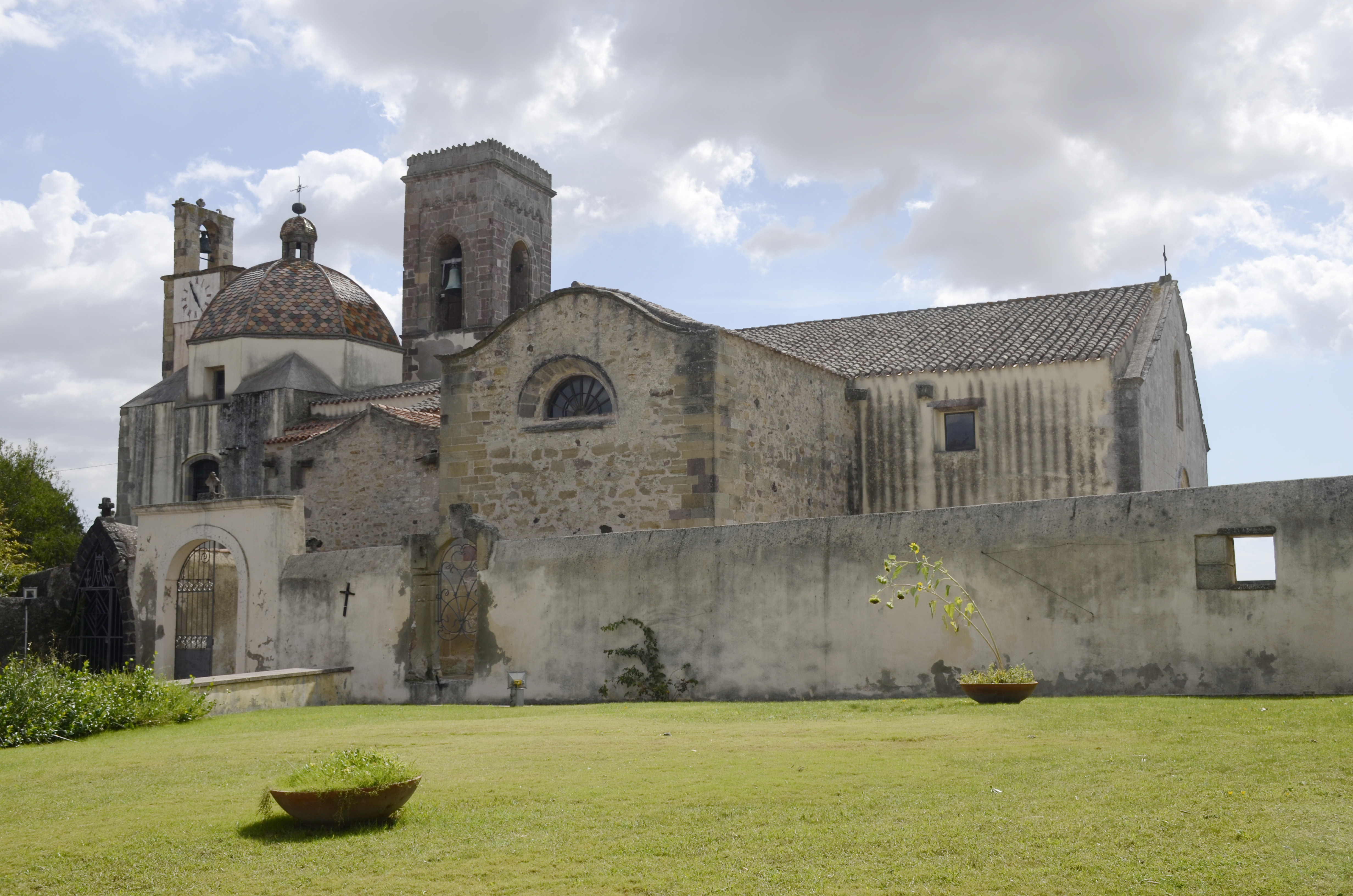
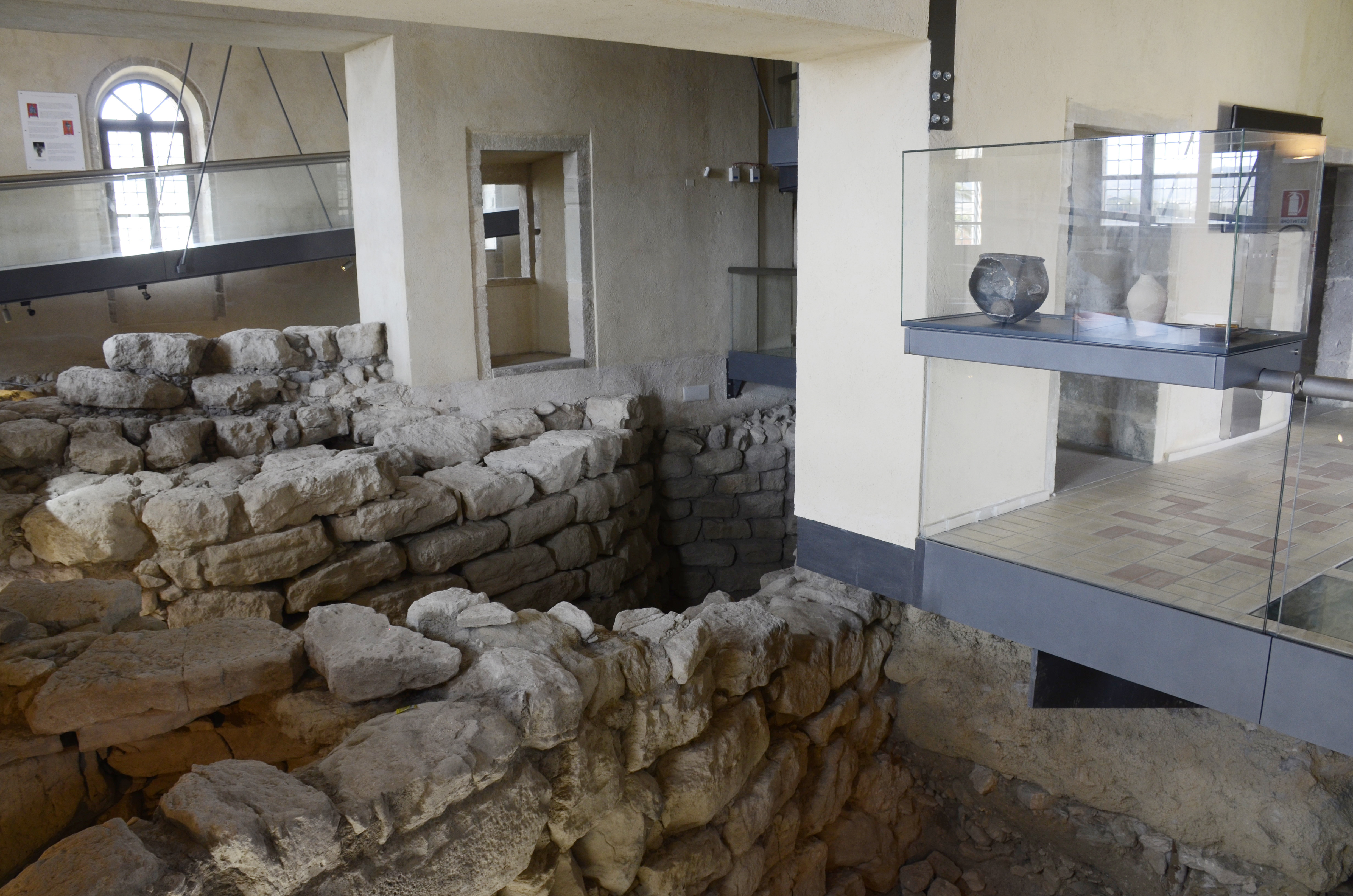
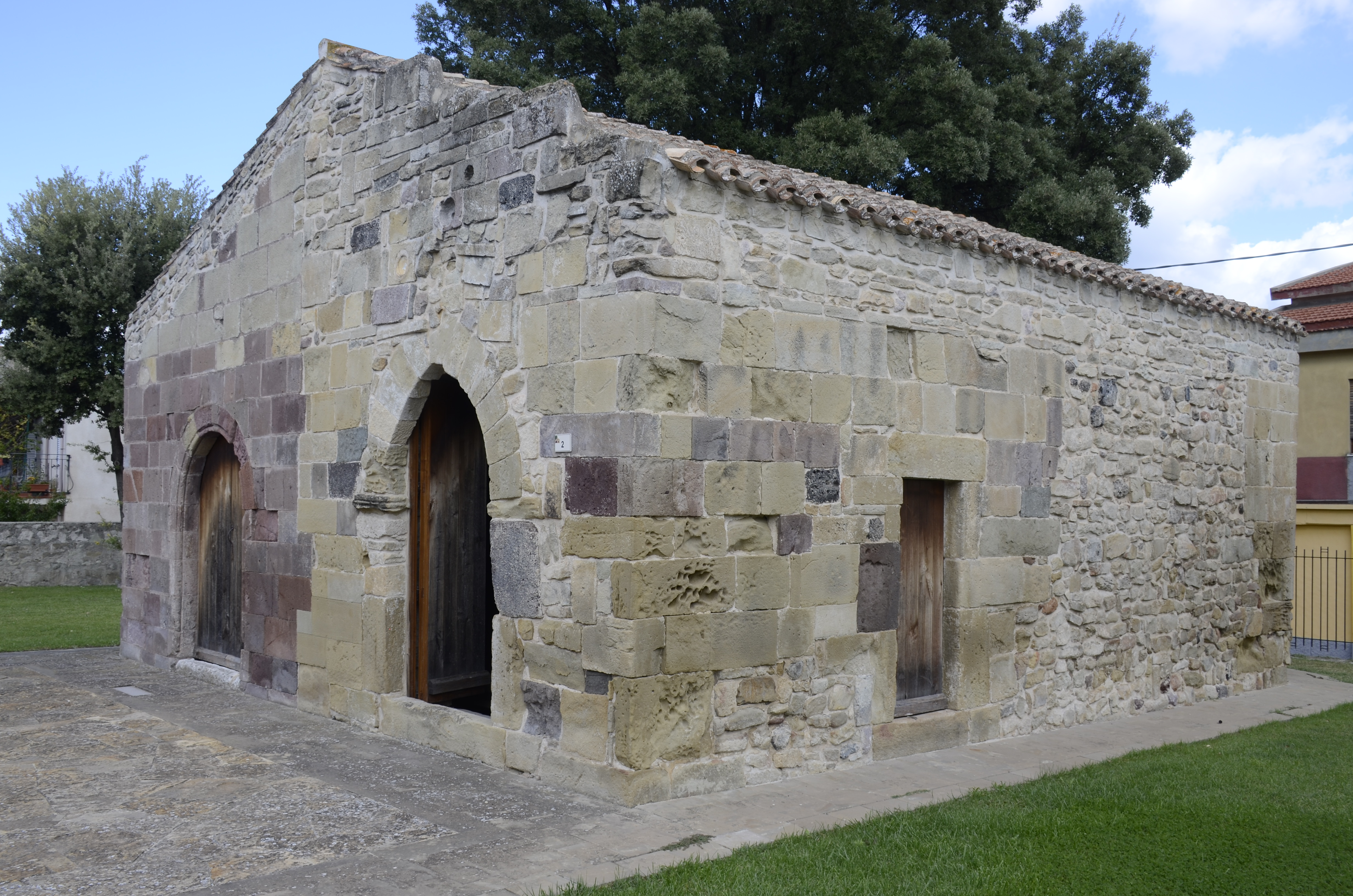
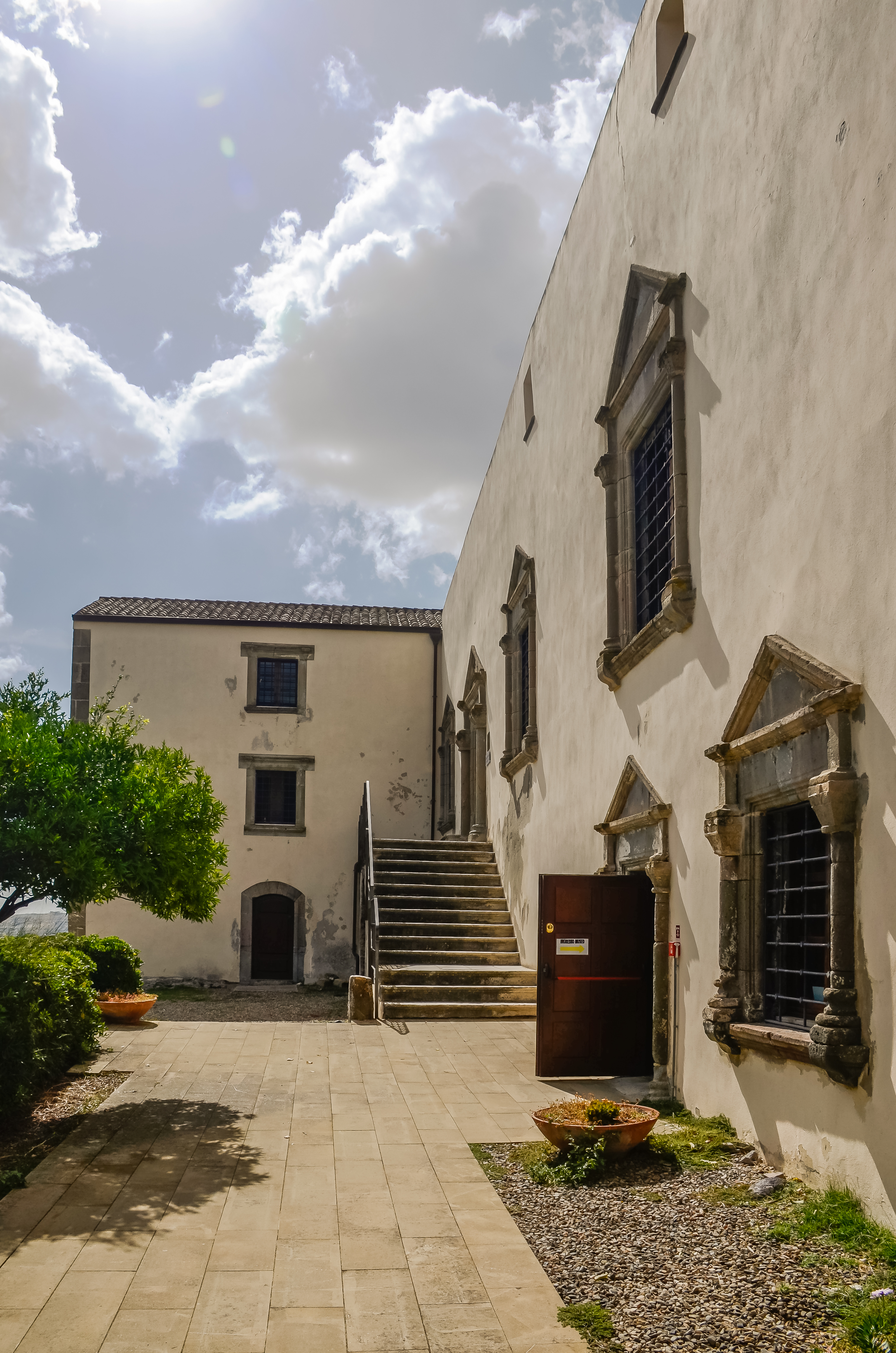